# Bathythrix meteori
Bathythrix meteori är en stekelart som beskrevs av Howard 1897. Bathythrix meteori ingår i släktet Bathythrix och familjen brokparasitsteklar. Inga underarter finns listade.